# ديفيد غراي (سياسي)
ديفيد غراي (بالإنجليزية: David Gray)‏ هو سياسي أسترالي، ولد في 8 فبراير 1956. انتخب عضو الجمعية التشريعية فيكتوريا.